# Gangaur

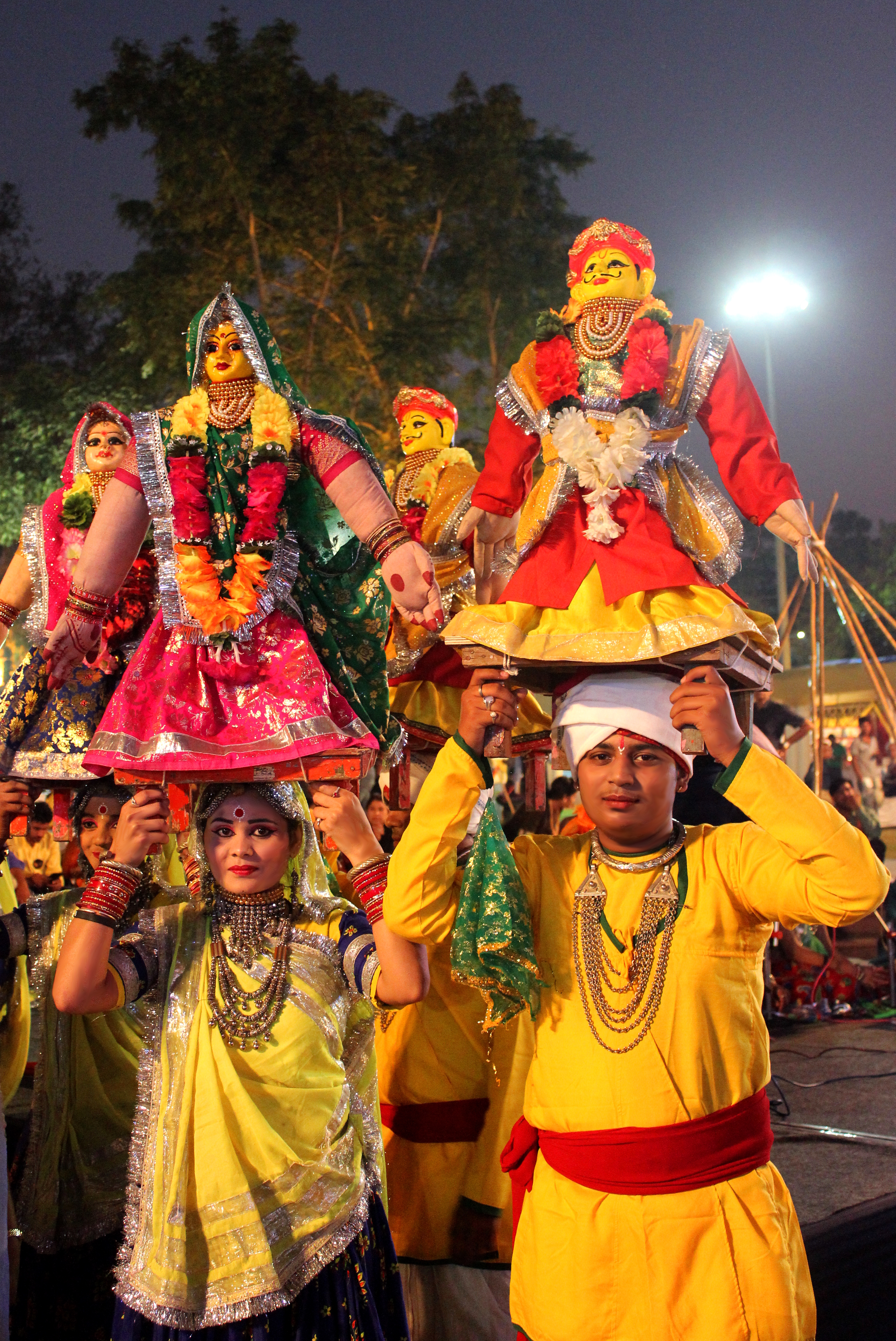
Gangora Nritya w Malwie w Indiach

Gangaur – festiwal hinduistyczny obchodzony wiosną. Rozpoczęcie festiwalu ma miejsce pierwszego dnia miesiąca ćajtra, czyli na przełomie marca i kwietnia. Okres trwania to 18 dni.
Poświęcony jest bogowi Gan (Gana) i bogini Gauri, odpowiadającym według wierzeń radźastańskich Śiwie i jego żonie Parwati. Inne bóstwa hinduizmu radźastańskiego powiązane z tym świętem to Isar, Kahiram, Rawan, Sita, Sawitri.